# Henry Fouquier

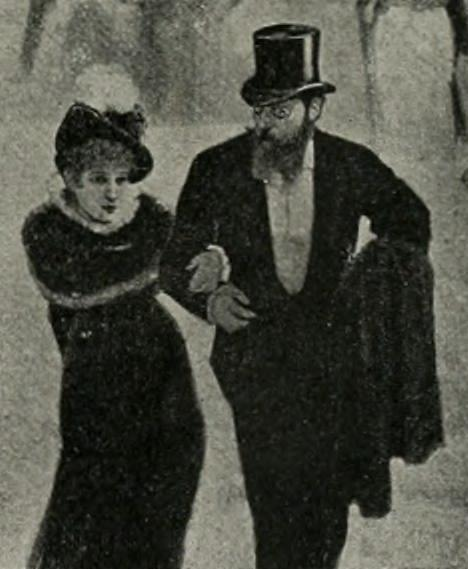
Sarah Bernhardt och Henry Fouquier.

Jacques François Henry Fouquier, född den 1 september 1838 i Marseille, död den 25 december 1907 i Neuilly-sur-Seine, var en fransk författare.
Fouquier studerade juridik och medicin, företog vidsträckta resor i utlandet och slog sig sedan ned i Paris som journalist. År 1862 medföljde han som korrespondent Garibaldis här mot Rom, blev efter 1870 generalsekreterare i Marseille och sedermera en tid direktör för pressen i inrikesministeriet. Tillsammans med Louis Andrieux uppsatte han den politiska tidningen "Le petit parisien" och var 1889-1893 deputerad. Som medarbetare i en mängd olika tidningar, och särskilt som teaterrecensent i "Le Figaro" efter Albert Wolffs död 1891, vann han mycket bifall. Han utgav även ett stort antal böcker, bland annat Études artistiques (1859), L'art officiel et la liberté (1861), Au siècle dernier (1884) och La sagesse parisienne (1885).